# Bryan Callen
Bryan Christopher Callen (Manilla, 26 januari 1967) is een Amerikaans acteur, filmproducent, scenarioschrijver en komiek.

## Biografie
Callen werd geboren in Manilla en hierna heeft hij nog gewoond in India, Libanon, Pakistan, Griekenland en Saoedi-Arabië. Dit was omdat zijn vader manager was van de Citibank. In Amerika volgde hij de high school aan de Northfield Mount Hermon School in Franklin County (Massachusetts) waar hij in 1985 zijn diploma haalde. Hierna haalde hij zijn bachelor of arts aan de American University in Washington D.C.. 

## Filmografie

### Films
Uitgezonderd korte films.
- 2020 Think Like a Dog - als agent Callen
- 2019 Joker - als Haha's stripper (in shot for 0,1 secondes)
- 2018 The Goldbergs: 1990-Something - als coach Rick Mellor
- 2017 Dirty Lies - als Brian Campbell
- 2016 Flock of Dudes - als vriend van Butler
- 2016 Range 15 - als beveiliger Callen
- 2014 My Man Is a Loser – als Paul
- 2014 Planes: Fire & Rescue – als Avalanche (stem)
- 2014 Walk of Shame – als dealer
- 2014 About Last Night - als Trent
- 2014 Ride Along - als Miggs
- 2013 10 Rules for Sleeping Around – als Owen Manners
- 2011 Division III: Football’s Finest – als Denny Dawson
- 2011 Poolboy: Drowning Out the Fury – als Eduardo
- 2011 The Hangover Part II – als Samir
- 2011 Dream Crushers – als acteur
- 2010 The 41-Year-Old Virgin Who Knocked Up Sarah Marshall and Felt Superbad About It – als Andy
- 2009 The Goods: Live Hard, Sell Hard – als Jason Big Ups!
- 2009 The Hangover – als Eddie
- 2008 Get Smart's Bruce and Lloyd: Out of Control – als Howard
- 2007 The Mirror – als Harvey Mancini
- 2007 Sweetzer – als Mitch
- 2007 Imperfect Union – als Doug
- 2007 I Do & I Don't – als Bob Jacobs
- 2006 Scary Movie 4 – als Harper
- 2003 Bad Santa – als barkeeper in Miami
- 2003 Fish Without a Bicycle – als Michael
- 2003 Old School – als Avi de ober
- 2001 Wirey Spindell – als Robby
- 1999 Lucid Days in Hell – als Brian de regisseur
- 1998 Whacked – als Ricky

### Televisieseries
Uitgezonderd eenmalige gastrollen.
- 2019 - 2020 Schooled - als coach Rick Mellor - 34 afl.
- 2014 - 2020 The Goldbergs - als coach Rick Mellor - 42 afl.
- 2014 - 2017 Kingdom - als Garo Kassabian - 14 afl.
- 2011 – 2012 In Plain Sight – als Mark Stuber – 8 afl.
- 2011 Death Valley – als kapitein Dashell – 11 afl.
- 2009 – 2010 Bank of Hollywood – als ?? – 8 afl.
- 2009 The Secret Life of the American Teenager – als Bob Underwood – 2 afl.
- 2006 – 2009 How I Met Your Mother – als Bilson – 6 afl.
- 2009 Hold, Please – als Jeffrey – 2 afl.
- 2006 – 2007 Entourage – als Rob Rubino – 2 afl.
- 2004 – 2006 7th Heaven – als George Vickery – 9 afl.
- 2005 Fat Actress – als Eddie Falcone – 7 afl.
- 2004 Significant Others – als Bob – 3 afl.
- 1998 Oz – als Jonathan Coushaine – 7 afl.
- 1995 – 1997 MADtv – als diverse karakters – 42 afl.

### Filmproducent
- 2022 Man Tears - televisiespecial
- 2022 Best of, with Bryan Callen - televisieserie - 1 afl.
- 2020 Conspiracy Social Club - televisieserie
- 2012 Bryan Callen: Man Class - film

### Scenarioschrijver
- 2022 Man Tears - televisiespecial
- 2020 Conspiracy Social Club - televisieserie
- 2019 Bryan Callen: Complicated Apes - televisiespecial
- 2017 Bryan Callen: Never Grow Up - televisiespecial
- 2011 - 2017 Laugh Factory - televisieserie - 3 afl.
- 2016 The Fighter & the Kid 3D - televisieserie - 9 afl.
- 2012 Mash Up - televisieserie - 1 afl.
- 2012 Bryan Callen: Man Class - film
- 2011 Dream Crushers – televisieserie
- 2000 Jack and Jill – korte film

- Biblioteca Nacional de España: XX5156681
- Bibliothèque nationale de France: cb165997929 (data)
- Gemeinsame Normdatei: 142416916
- International Standard Name Identifier: 0000 0000 4507 5437
- Library of Congress Control Number: no2005070408
- MusicBrainz: 2cc135a8-fa87-45f4-9425-13977f306679
- Virtual International Authority File: 78515126
- WorldCat: E39PBJcKHjQfdypbRcTmJ8yw4q